# Hevér Gábor
Hevér Gábor (Szeged, 1969. március 13. –) magyar színész.

## Életpályája
1989-ben énekelt a Nyers együttesben. 1992-ben úgy döntött, hogy inkább színész lesz.[forrás?] 1996-ban végzett a Színház- és Filmművészeti Főiskolán. 1996-tól 1997-ig a Miskolci Nemzeti Színház tagja volt. 1997 és 1998 között szabadfoglalkozású művész, 1998-tól 2003-ig pedig a Bolygó Kultusz Motel tagja volt. 2003 és 2013 között a Nemzeti Színház tagja. 2013-2019 között a Vígszínház tagja volt. Legtöbbször Leonardo DiCapriót szinkronizálja.

### Családja
Nagykovácsi lakója, feleségével, illetve két lánygyermekével (Vilma, Berta) él ott.

## Színpadi szerepei
A Színházi adattárban regisztrált bemutatóinak száma: 82.
- Várkonyi Mátyás-Miklós Tibor: Sztárcsinálók-Néró
- Friedrich Schiller: Ármány és szerelem-Wurm, a miniszter magántitkára
- Dés László - Geszti Péter - Békés Pál: A dzsungel könyve
- Marc von Henning: Elfelejtett álom
- Eisemann Mihály - Zágon István - Somogyi Gyula: Fekete Péter---Lucien
- A helység kalapácsa avagy színészbüfé-Petőfi Hevér Sándor, mint kevésszavú bíró
- Kacsóh Pongrác: János vitéz-Bagó
- Alexandre Dumas: Kaméliás hölgy-Armand Duval
- Eugene Ionesco: A kopasz énekesnő-Mr. Martin
- Ariano Suassuna: A kutya testamentuma-Juao Grillo
- Szophoklész: Labdakidák III.
- Shakespeare: Lear király-Oswald
- Shakespeare: A makrancos hölgy.-Petruchio, veronai nemes
- Steven Berkoff: Nyafogók
- Nikolai Erdman: Az öngyilkos-Jegoruska
- Dosztojevszkij: Ördögök
- Shakespeare: Rómeó és Júlia-Lőrinc barát
- Hamvai Kornél: Vesztegzár a Grand Hotelben-Félix van Gullen
- Arthur Miller: Az ügynök halála-Howard Wagner
- Reginald Rose: Tizenkét dühös ember-5. esküdt
- Molière: Tartuffe-Valér
- Spiró György: Szilveszter-Murzetklodzajev, Ilnoma
- Hamvai Kornél: Szigliget-Rendőr főhadnagy
- Móricz Zsigmond:Úri muri-Igazmondó Pista
- Mohácsi-Mohácsi- Kovács: Egyszer élünk avagy a tenger azontúl tűnik semmiségbe-Bundy Imre
- Sütő András: Egy lócsiszár virágvasárnapja-Nagelschmidt
- Bíró Lajos: Sárga liliom-Nagyherceg
- Bródy Sándor: A tanítónő-Tanító
- Martin Sperr: Vadászjelenetek Alsó-Bajorországból-Georg
- Shakespeare: Hamlet-Guildenstern
- Térey János: Jeremiás, avagy az Isten hidege-Csige Károly, peronőr
- Shakespeare: A velencei kalmár-Antonio
- Klaus Mann: Mephisto-Theophil Marder
- Antony Jay-Jonathann Lynn: Igenis, miniszterelnök úr!-Jim Hacker
- Jerry Herman-Harvey Fierstein: Az Őrült Nők Ketrece-Georges
- Shakespeare: Julius Caesar-Cassius
- Mihail Bulgakov: Mester és Margarita-Mester
- Ionesco: Makbett-Duncan
- Yasmina Reza: Az öldöklés istene - Michel Houlliné

## Filmjei

### Játékfilmek
- Kalózok (1999) – Kabát
- Az alkimista és a szűz (1999)
- Papsajt (2002)
- Kontakt (2006) – rohammentős
- S.O.S. szerelem! (2007) – Öcsi
- 9 és ½ randi (2008) – Beni
- Szinglik éjszakája (2009) – Torony
- Berosált a rezesbanda (2013) – rendőr
- BÚÉK (2018) – Gábor
- Ida regénye (2022) – Ó Péter
- 129 (2023) – 129 hangja
- Futni mentem (2024)

### Tévéfilmek
- Szökés a nagy árvíz idején (1996) – Kárpáti Kamil
- Jóban Rosszban (2005) - Kertész Róbert
- Presszó (2008) – Péter
- Átok (2009) – Marci
- Átok 2. (2011) – Marci
- Munkaügyek (2015–2017) – Dzsimail
- Aranyélet (2016–2017) – Dr. Szendrák Dénes
- Tóth János (2018) – Nyomozó
- Alvilág (2019) – Ervin
- A tanár (2019) – Dia apja
- Jófiúk (2019) – Matkovits Gábor
- Segítség! Itthon vagyok! (2020) – Árpi
- A mi kis falunk (2020–) – Répa Árpád
- Gólkirályság (2023–) – Major Géza

## Szinkronszerepei

### Sorozatbeli szinkronszerepek
- 12-es körzet: Derek Cecil - Mike Dorigan
- Baywatch: Jaayson Simmons - Logan Fowler – első hang
- Démonirtók: Bret Harrison - Sam Oliver
- Jake 2.0: Christopher Gorham - Jake Foley
- A jog útvesztőjében: Lee Williams - Joe Stevens
- A királyi ház titkai: Szukcsong koreai király - Csi Dzsinhi
- Kisvárosi gyilkosságok: Daniel Casey - Gavin Troy őrmester (Universal változat)
- Kockafejek: Richard Ayoade - Moss
- McLeod lányai: Jonathan Pasvolsky - Rob Shelton/Matt Bosnich (első hang)
- Miss Marple történetei - Miért nem szóltak Evansnek?: Rafe Spall - Roger Bassington
- Pokoli család: T.E.Russell - Goodie
- Szívtipró gimi: Scott Major - Peter Rivers
- A szökés: Wentworth Miller - Michael Scofield
- Flash – A Villám: Wentworth Miller - Leonard Snart/Fagykapitány
- Tru Calling – Az őrangyal: Jason Priestley - Jack Harper

### Film szinkronszerepek
- Horrorra akadva 1. – Kurta Hangja
- Horrorra akadva 2. – Kurta Hangja
- Amerikai pite – Jim Levenstein (Jason Biggs)
- Amerikai pite 2. – Jim Levenstein (Jason Biggs)
- Amerikai pite: Az esküvő – Jim Levenstein (Jason Biggs)
- Amerikai pite: A találkozó – Jim Levenstein (Jason Biggs)
- Csavard be, mint Beckham – Tony (Ameet Chana)
- Barbie, a Hercegnő és a Koldus - Julian (Alessandro Juliani)
- Volt egyszer egy Mexikó – Lorenzo (Enrique Iglesias)
- Calcium kölyök – Jimmy ’Calcium kölyök’ Connelly (Orlando Bloom)
- Francia lecke – Florian (Bruno Bruni)
- Az oroszlán télen – Fülöp (Jonathan Rhys Meyers)
- Pókember 3. – Venom/Eddie Brock (Topher Grace)
- Norbit – Buster (Marlon Wayans)
- A Sólyom végveszélyben – Matt Eversmann őrmester (Josh Hartnett)
- Szerelem sokadik látásra – Oliver Geary (Ashton Kutcher)
- Ned Kelly – A törvényen kívüli – Joe Byrne (Orlando Bloom)
- Traffic – Seth Abrahms (Topher Grace)
- Vágy és vezeklés – Robbie Turner (James McAvoy)
- Feketék fehéren – Marcus Copland (Marlon Wayans)
- Hercules – Hercules (Tate Donovan)
- Hullajelöltek városa – Sean Goodwin (Will Estes)
- Egy bogár élete – Fürge (Dave Foley)
- Marvin szobája – Hank (Leonardo DiCaprio)
- A vasálarcos – XIV. Lajos király/Philippe (Leonardo DiCaprio)
- Titanic – Jack Dawson (Leonardo DiCaprio)
- Sztárral szemben – Brandon Darrow (Leonardo DiCaprio)
- New York bandái – Amsterdam Vallon (Leonardo DiCaprio)
- Don kocsmája – Derek (Leonardo DiCaprio)
- Kapj el, ha tudsz – Frank Abagnale ifj (Leonardo DiCaprio)
- Aviátor – Howard Hughes (Leonardo DiCaprio)
- Véres gyémánt – Danny Archer (Leonardo DiCaprio)
- A tégla – Billy Costigan (Leonardo DiCaprio)
- A szabadság útjai – Frank Wheeler (Leonardo DiCaprio)
- Hazugságok hálója – Roger Ferris (Leonardo DiCaprio)
- Viharsziget – Teddy Daniels (Leonardo DiCaprio)
- Eredet – Dominick Cobb (Leonardo DiCaprio)
- Django elszabadul – Calvin Candie (Leonardo DiCaprio)
- Nem kellesz eléggé – Ben (Bradley Cooper)
- Másnaposok – Doug Billings (Justin Bartha)
- Férjhez mész, mert azt mondtam! – Jason (Tom Everett Scott)
- Sherlock Holmes – Lord Coward (Hans Matheson)
- Spancserek – Robbie (Andy Samberg)
- Sweeney Todd, a Fleet Street démoni borbélya – Anthony (Jamie Campbell Bower)
- Derült égből fasírt – Flint Lockwood (Bill Hader)
- Ragadozók – Edwin (Topher Grace)
- Zsidó fiú – Yuri (Ewen Leslie)
- Őfelsége kapitánya – Horatio Hornblower tengerészkadét (Ioan Gruffudd)
- Őfelsége kapitánya – A vizsga – Horatio Hornblower kinevezett hadnagy (Ioan Gruffudd)
- Őfelsége kapitánya – A hercegnő és az ördög – Horatio Hornblower hadnagy (Ioan Gruffudd)
- Őfelsége kapitánya – Békák és homárok – Horatio Hornblower hadnagy (Ioan Gruffudd)
- Őfelsége kapitánya – Zendülés – Horatio Hornblower hadnagy, harmadtiszt (Ioan Gruffudd)
- Őfelsége kapitánya – A megtorlás – Horatio Hornblower hadnagy, harmadtiszt (Ioan Gruffudd)
- Őfelsége kapitánya – Hűség – Horatio Hornblower kapitány (Ioan Gruffudd)
- Őfelsége kapitánya – Kötelesség – Horatio Hornblower kapitány (Ioan Gruffudd)
- Grimm - Jacob Grimm (Heath Ledger)
- X-Men: Az elsők – Charles Xavier (James McAvoy)
- X-Men: Az eljövendő múlt napjai – Charles Xavier (James McAvoy)
- X-Men: Sötét Főnix – Charles Xavier (James McAvoy)
- True Story (Igaz történet) - Jonah Hill
- Ratatouille (L'ecsó) - Remy - Patton Oswalt
- Volt egyszer egy stúdió – Villám – Raymond S. Persi

## Díjai
- Magyar Filmszemle: Filmkultúra Különdíj, Diákzsűri díja (2002)
- POSZT Legjobb férfi epizódszereplő (2011)